# Cabeceiras de Basto (freguesia)
Cabeceiras de Basto es una freguesia portuguesa del concelho de Cabeceiras de Basto, con 24,52 km² de superficie y 868 habitantes (2001). Su densidad de población es de 35,4 hab/km².